# 井上桃子
井上 桃子（いのうえ ももこ、1997年5月26日 - ）は、日本の女子バスケットボール選手である。ポジションはスモールフォワード。Wリーグの山梨クィーンビーズ所属。

## 来歴
福岡県出身。
大阪薫英女学院中学校から市立尼崎高校、関西学院大学に進み、インカレベスト8。
卒業後は地域リーグの山形銀行に入社。
2023年、山梨クィーンビーズに加入。